# André Verroken

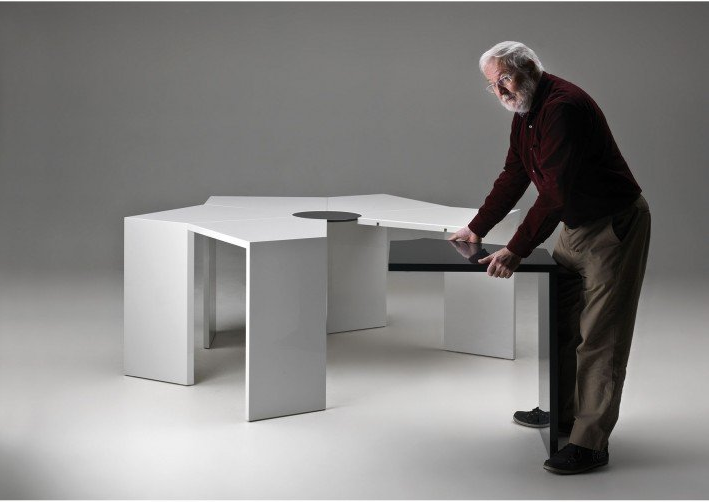
Verroken demonstreert de opzet van zijn tafel 'Carrousel' (2010).

André Verroken (Oudenaarde, 21 mei 1939 – Ronse, 5 april 2020) was een Vlaams en Belgisch meubelontwerper.

## Levensloop
Verroken groeide op in de Vlaamse Ardennen waar hij, zoals zijn vader, een opleiding volgde als meubelmaker. Na zijn huwelijk met Françoise Willecomme en verhuis naar Brussel volgt hij een opleiding aan de Sint-Lukas Hogeschool Brussel en wordt interieurarchitect en meubelontwerper. Hij wordt in Brussel vader van 3 kinderen: Hendrik (1964), Jan (1965) en Inge (1970).  In 1967-1968 geeft hij les Binnenhuisarchitectuur aan het Imelda-Instituut in Brussel. In 1968 bouwt hij vanuit zijn woonst en bureau in Schaarbeek zijn loopbaan als interieurarchitect uit. In 1969 ontwerpt hij zitmeubels voor Spectrum in Nederland en ontmoet er de Nederlandse ontwerper Martin Visser die hij zijn eerste grote leermeester zal noemen. In datzelfde jaar geraakt hij ook bevriend met de constructivistische schilder Marcel-Henri Verdren. In 1983 verhuist hij naar Gent met zijn nieuwe partner en zaakvoerder van een stoffenzaak Arlette Gesquiere en maakt ook beeldend werk veelal als afgeleide van zijn meubelontwerpen. In 1983/1984 wordt hij een van de oprichters en afgevaardigd-beheerder van de Vereniging van Vlaamse Ontwerpers (VVVO). In 1985 geraakt hij bevriend met de Baskische beeldhouwer Eduardo Chillida aan wie hij een tafel en meubelontwerp zal opdragen en wat later ook zal resulteren in een deels postume dubbeltentoonstelling Chillida-Verroken. Uiteindelijk verhuist hij naar Maarkedal waar hij een kleine opslagplaats ombouwt tot ontwerpstudio en zich verder toelegt op het ontwerpen van meubelen en beeldend werk. Hij ontvangt in 2002 de Henry van de Velde Award voor Loopbaan uit handen van het toenmalig Vlaams Instituut Zelfstandig Ondernemen (VIZO). In 2016 creëert het gemeentebestuur van Maarkedal een ‘Bijzondere Prijs André Verroken' in het kader van Z+, een wedstrijd voor vormgevers, eenmalig toegekend in 2017.

## Bespreking van zijn werk
"André Verroken blijft als enige vertegenwoordiger van de jaren '70 hardnekkig en eigenzinnig meubelen ontwerpen. Nu, bijna 30 jaar later, staat hij dicht bij de top. Hij creëerde schitterende meubels zoals o.m. het bergkastje ‘Duizendpoot’ (1988), de tafel ‘Hommage aan Eduardo Chillida’ (1994) en de kast ‘Kontener’ (1995) waarmee hij een bronzen medaille behaalde in Japan in 1996. In de periode van 1980 tot 1995 blijft hij op een constante en inventieve manier als zuivere meubelontwerper werken.” (Sarah De Keuster in haar boek “André Verroken - Meubelen” uitgeven in 2000 door Stichting Kunstboek)
"Op zoek gaan naar de zin van het leven. Dat is, in een notendop, wat meubelontwerper André Verroken met zijn creaties doet. (…)Vaak werkt Verroken in reeksen, met variaties op thema's als stapelen en ineenschuiven. Daarbij wordt de negatieve, ingesloten of omtekende ruimte even belangrijk als de benutbare oppervlakken en volumes. Contrasterende kleuren of materialen onderschrijven de strenge geometrie van de onderdelen. Zo komen de duo- tot octet-tafels door de ritmiek van hun verschoven en verbonden potenstellen tot een sterk muzikale esthetiek. ” (Caroline Goosens in De Standaard, 2000)
“Het is een stijl die geworteld ligt in de geometrie en het architecturale, in het constructivisme, dat hij had leren kennen langs de overleden kunstschilder Marcel-Henri Verdren met wie hij samenwerkte (…) en met wie hij tot zijn dood, in 1976, een intense vriendschap onderhield. Halverwege de tachtiger jaren geeft hij zijn ideeën rond “module” en “stapelen” vorm. (…) In de loop van 2002 introduceert Verroken opnieuw het lakwerk. Het was lang geleden dat lak opnieuw een metafoor werd. Een metafoor die door de toeschouwer moet ontdekt worden. Ik voel het aan als het dematerialiseren van een driedimensioneel object. Door die huid van lak wordt het object quasi ongrijpbaar, onaantastbaar.” (Johan Valcke, directeur  van het toenmalige VIZO, nav “Henry Van de Velde Prijs voor Loopbaan”, 2002)
"André Verroken is een Vlaamse meubelkunstenaar, voor wie het sociale en esthetische aspect van een meubel evenveel waarde heeft als het nut ervan. Verroken heeft gaandeweg zijn eigen stijl ontwikkeld en de wereld verrijkt met meubelen die ook een culturele lading hebben. Het gaat om werken die sober zijn en warmte uitstralen, die tegelijk meubel en kunstwerk zijn, en die een poëzie in zich dragen die je in andere meubelen zelden aantreft." (Lies Kerkhofs, gewezen directeur cultuurcentrum Alden Biesen, 2007)
“De omslag in het werk van Verroken komt op het moment dat het meubel zich uit de ban van het interieur losmaakt en zijn zelfstandigheid herwint, maar tegelijk, in een paradoxale beweging, zijn consistentie opgeeft om over zijn grenzen heen andere mogelijkheden te gaan verkennen. (…) In een commentaar bij zijn kasten, van januari 2002, zegt Verroken: ‘Mijn werk wordt wel eens klassiek genoemd. Wellicht is dit niet toevallig want heel vroeg kwam ik tot de ontdekking dat de mogelijkheden binnen een klassieke vormentaal verre van uitgeput waren. Sinsdien is mijn werk dan ook een voortdurend aftasten van deze mogelijkheden, een niet aflatend zoeken hoever ik kan gaan, tot waar ik de grenzen kan verleggen binnen de vormtaal die mij oneindig lief is’” (Geert Bekaert in het boek “André Verroken, Ludion, 2007)
"In je tafels, en zeker deze die het licht zagen na je kennismaking met het oeuvre van Eduardo Chillida, verstrengelt en vermenigvuldigt zich zoveel dat al lag te sluimeren in vroeger werk, maar het is alsof de meubelstukken ineens contemplatiever worden en op zoek gaan naar zichzelf. Ze nemen daarbij in zekere zin wat afstand van ons en hun dienstigheid als vehikel voor je vaak speelse kritiek op onze maatschappij. Die speelsheid wordt nu opgenomen in een steeds verder uitgezuiverde, zelfs gestreng te noemen vorm. De stukken krijgen een meditatieve lading, waardoor voor mij hun relevantie niet vermindert maar juist pregnanter wordt.” (Auteur Erwin Mortier in het boek ‘André Verroken', uitgegeven in 2007 bij uitgeverij Ludion)

## Onderscheidingen en prijzen
- Een Iron A' Design Award in 2016 voor de tafel "Homage to Eduardo Chillida”[4] en voor ‘Janus’[5], toegekend op de internationale designwedstrijd A’ Design Award, Italië.
- In 2014 zilveren onderscheiding voor eettafel ‘Carroussel’ en een bronzen onderscheiding voor de bijzettafel ‘Fallen bird’ toegekend op de internationale designwedstrijd A'Design Award, Italië.[6]
- Ontvangt in 2002 de Henry Van de Velde Award voor loopbaan toegekend door het Vlaams Instituut Zelfstandig Ondernemen (VIZO).[7]
- In 1998 genomineerd voor de ‘1st European Prize for Contempory Art- and Design-Led Crafts 1998’ georganiseerd door het WCC ( World Crafts Council Europe).
- Laureaat in 1996 van de “3th International Furniture Design Competition Asahikawa”, Japan.
- In 1995 uitgeroepen tot meest creatieve en vernieuwende meubelontwerper in Vlaanderen voor de periode 1980 – 1995, Ministerie van Vlaamse Cultuur, Vlaams Instituut Zelfstandig Ondernemen (VIZO) – dienst Kunstambacht .
- In 1994 laureaat van de VIZO-Prijs “Henry van de Velde 1994” voor Beste Product met de tafel “Homenaje a Eduardo Chillida”.
- In 1986 Eervolle Vermelding in de wedstrijd “LIGHT” georganiseerd door Fa.Light te Brussel .
- In 1984 laureaat van de internationale wedstrijd “Kunstambacht in Industriële Toepassing” georganiseerd door de Benelux Economische Unie, Bijzondere Commissie voor de Middenstand, Design Center Brussel.
- Geselecteerd in 1982 voor de wedstrijd-tentoonstelling “Belgische Meubelsculptuur 1982” op de 45e “Internationale Vakbeurs van het Meubel” te Brussel.
- Ontvangt in 1978 het “Belgisch Label voor Industriële Vormgeving” voor het bergmeubel Capri, ontworpen in opdracht van N-Line International te Kluisbergen (Design Center Brussel).

## Boeken
- Geert Bekaert, De ongemakkelijkheid van André Verroken, uitgeverij Carto, Brussel, 1998.
- Sarah De Keuster, André Verroken - Meubelen die hun eigen wereld scheppen, sterk in zichzelf, uitgave van de Stichting Kunstboek, 2000.
- Erwin Mortier en Geert Bekaert, André Verroken, monografie, uitgeverij Ludion, Gent, 2005.
- Christine Deboosere, Bert Hoogewijs en André Verroken, André Verroken – De transcendentie van het nut, uitgave van het Departement Koninklijke Aacademie voor Schone Kunsten – Hogeschool Gent – VZW Droom en Daad, 2006.
- Lies Kerkhofs, Lut Maris en Bram Hammacher, Confessiones : Eduardo Chillada i André Verroken, uitgave van de Kunstgalerij De Mijlpaal, Heusden-Zolder, 2007.

## Tentoonstellingen
- 1979: Deelname aan de tentoonstelling “Möbel aus Belgien ab Henry Van de Velde bis heute” in het Museum Volk und Wirtschaft te Düsseldorf, Duitsland.
- 1980: Deelname aan de tentoonstelling “Meubelen uit België van Henry Van de Velde tot Heden” in het Design Center te Brussel. Deelname aan de tentoonstelling “Design & Meubel na 1945” tijdens de 7e Internationale Biënnale Interieur ’80 te Kortrijk.
- 1981: Deelname aan de tentoonstelling “C + M ‘81” tijdens de 44e “Internationale Vakbeurs van het Meubel” te Brussel.
- 1982: Geselecteerd voor de wedstrijd-tentoonstelling “Belgische Meubelsculptuur 1982” op de 45ste “Internationale Vakbeurs van het Meubel” te Brussel.
- 1983: Deelname aan de tentoonstelling “Vlaamse Meubelontwerpers stellen zich voor” in het Vlaams Cultureel Centrum “De Brakke Grond” te Amsterdam, Nederland. Deelname aan de tentoonstelling “Hedendaagse Trends in Vlaams Meubelontwerp” in het Stedelijk Instituut voor het Bouwbedrijf te Gent.
- 1984: Deelname aan de tentoonstelling van de Vereniging van Vlaamse Ontwerpers tijdens de 9e Internationale Biënnale Interieur ’84 te Kortrijk.
- 1986: Deelname aan de tentoonstelling van de Vereniging van Vlaamse Ontwerpers tijdens de 10e Internationale Biënnale Interieur ’86 te Kortrijk. Tentoonstelling in Galerie CD te Gent tijdens “Initiatief ’86”.
- 1987: Deelname aan de tentoonstelling “De Vereniging van Vlaamse Ontwerpers in Museum Oud-Hospitaal” te Aalst. Deelname aan de tentoonstelling ‘3. Internationaler Farb-Design-Preis 1986-87” in het Design Center te Stuttgart, Duitsland. Deelname aan de tentoonstelling “Made in Belgium” te Brussel.
- 1988: Solo-tentoonstelling in Galerie XXI te Antwerpen. Deelname aan de manifestatie “Architektuur als Buur” in Galerie Carla Schot te Gent .
- 1989 – 1990: Solo-tentoonstelling in Galerie Hugo Minnen te Dessel
- 1991: Deelname aan de groepstentoonstelling “About Perception” in Moving Space Gallery te Gent. Deelname aan de groepstentoonstelling “Un Sentimento Italiano” in kunstboekhandel Copyright te Gent. Deelname aan de groepstentoonstelling “Kunstenaars uit België” in Galerie Vromans / De Sluis te Amsterdam, Nederland.
- 1992: Deelname aan de “18th Triënnale di Milano”, stand van de Vlaamse Gemeenschap (VIZO), Italië. Solo-tentoonstelling in het Vlaams Cultureel Centrum “De Brakke Grond” te Amsterdam, Nederland.
- 1994: Tentoonstelling in de “Stichting VERANNEMAN” te Kruishoutem. Deelname “14th Biennal of Industrial Design” in Ljubljana, Slovenië. Solotentoonstelling bij Delmi-Decor te Kortrijk. Groepstentoonstelling in het Museum voor Sierkunst te Gent.
- 1996. Deelname tentoonstelling “Vlaamse Sier” in het Vlaams Cultureel Centrum “De Brakke Grond” in Amsterdam (Nederland). Solo-tentoonstelling in Galerie Langenberg te Amsterdam (Nederland). Deelname aan de tentoonstelling “Design with Love, Life with Wood” in de Taisetsu Arena Hall te Asahikawa (Japan). Deelname aan de tentoonstelling “Design with Love, Life with Wood” in het “Living Design Center OZONE”, Tokyo, (Japan). Deelname tentoonstelling “De Tafels van de 20ste Eeuw”, georganiseerd ter gelegenheid van de 15de Internationale Biënnale voor wooncreativitiet INTERIEUR ’96 te Kortrijk.
- 1997: Deelname aan de tentoonstelling “(E)MOTION” – Moving Space Gallery 100 jaar, in Moving Space Gallery te Gent. Deelname aan de tentoonstelling “Meubeldesign in Vlaanderen” georganiseerd door het Studiecentrum van het Vlaamse Meubel vzw in de Lakenhallen van Ieper. Deelname tentoonstelling “Bullet-Proof Forms, juwelen en meubelen uit Vlaanderen” in het Museum voor Sierkunst en Vormgeving te Gent. Deelname tentoonstelling “Abitare il Tempo” te Verona (Italië). Deelname aan de tentoonstelling “Bullet-Proof Forms : joies i mobles de Flandes” in het Palau Marc te Barcelona (Spanje). Deelname aan de tentoonstelling “Hedendaags Design uit België” tijdens de “Internationale Meubelbeurs van Brussel. Deelname aan de “Jubileumtentoonstelling Jaak Fontier” in de hall van het stadhuis van Brugge.
- 1998: Deelname aan de tentoonstelling georganiseerd in het kader van de ‘1st European Prize for Contempory Art-and Design-Led Crafts 1998’ in Palais Harrach te Wenen (Oostenrijk).
- 1999: Deelname aan tentoonstelling georganiseerd door het WCC in het Röhsska Museum, Vasagatan, Gotheberg (Zweden). Deelname aan tentoonstelling in het Musée des Arts Décoratifs, Parijs (Frankrijk). Deelname aan de tentoonstelling ‘Galerie van het Vizo’ (Vlaams Instituut voor Zelfstandig Ondernemen), Brussel.
- 2000: Retrospectieve tentoonstelling in de galerij van  het VIZO in Brussel naar aanleiding van de uitgave van het boek ‘André Verroken, Meubelen die hun eigen wereld scheppen, sterk in zichzelf’, uitgegeven door Stichting Kunstboek. Deelname aan de tentoonstelling ‘In and Out’ in de galerij van het VIZO in Brussel.
- 2001: Retrospectieve tentoonstelling, samen met Gilbert Swimberghe,  in het socio-cultureel centrum ’t Elzenveld in Antwerpen. Tentoonstelling in Refuge De Rame in Oudenaarde in de context van het evenement VERSUS (Oudenaarde Contemporary Art Project). Tentoonstelling in het Brangwyn Museum (Arentshuis) in Brugge in de context van het Kunstcircuit.
- 2002: Tentoonstelling ‘André Verroken meets Marcel-Henri Verdren’ in de Hall Annex IN VITRO in Eeklo. Deelname Biennale Internationale Design Saint-Étienne. Tentoonstelling in de galerij van het VIZO naar aanleiding van de Henry van de Velde Prijs 2002
- 2004: Deelname Fourth Triennial for Design ‘(Im)perfect by Design’ in het Museum voor Kunst en Geschiedenis in Brussel
- 2005-2006: Deelname tentoonstelling ‘Over Mensen en Dingen’ in het Z33 in Hasselt. Deelname tentoonstelling ‘Label-design.be-Design in Belgium after 2000’ in Hornu-Images, Grand Hornu. Deelname tentoonstelling ‘Design De Flandre’ in het Centre de design de Montréal (Canada) georganiseerd door l’UQAM.
- 2007-2008: Deelname tentoonstelling ‘Bonjour Voisin’ in het WCC°BF (World Crafts Council Belgique Francophone) in Bergen. Tentoonstelling ‘CONFESSIONES’ Eduardo Chillida / André Verroken in de ‘landcommanderij Alden Biezen te Bilzen en ‘Kunstgalerij De Mijlpaal’ te Heusden-Zolder. Deelname tentoonstelling 5de Design Triennal ‘Beauty Singular < Plural in het  Koninklijk Museum van Kunst en Geschiedenis in Brussel
- 2009-2010: Deelname aan de tentoonstelling ‘VORMGEVERS@WORK 2009’ in het cultureel centrum ZEBRASTRAAT, Gent. Deelname aan de retrospectieve tentoonstelling ‘Siegfried De Buck 60’ in het Designmuseum, Gent.

## Werk in collectie of bezit van
- Provincie Oost-Vlaanderen, België (spreekstoel ‘Katheder').
- Katholieke Hogeschool VIVES, Brugge, België (zitmeubel ‘Stool').
- Sterrenrestaurant Hof van Cleve van topchef Peter Goossens, België (verschillende stukken waaronder de 'Kathedraal tafel’)
- Stedelijk Museum Actuele Kunst (S.M.A.K.), Gent, België (de tafel 'Homenaje a Eduardo Chillida’)
- Design Museum Gent, België (verschillende meubelstukken).